# 프레스턴 버크
프레스턴 버크(영어: Preston Burke)는 숀다 라임스가 제작한 TV 드라마 《그레이 아나토미》의 등장인물이다. 시애틀 그레이스 병원 외과의로 크리스티나 양과 연애했지만 결혼하지 못했고, 시즌3에 하차했다. 아이제이아 워싱턴이 연기했고, KBS 한국어 더빙판에선 김영민 성우가 연기했다.